# 被災者の声・いま私たちにできること
被災者の声・いま私たちにできることは、2004年11月6日 19:30（JST）から11月7日 20:00（JST）までの24時間30分にわたり実施された、NHKの総合テレビ、ラジオ第1放送、BS2同時全国放送（ラジオ深夜便のサイマル放送編成の関係もあり11月7日の1:00 - 5:00はFM放送でも同時放送された）のチャリティーキャンペーン番組である。

## 番組概要
海外向けにもNHKワールドTV、NHKワールド・プレミアム、NHKワールド・ラジオ日本でも一部の時間帯で放送された。
これは同年11月初旬に急遽放送が決定されたもので、2004年10月23日に発生した新潟県中越地震をはじめ、2004年度に集中発生した台風の災害の被災地に対する義援金を募集しながら、災害時の心のケアや阪神・淡路大震災、有珠山、三宅島の噴火、雲仙普賢岳大火砕流の被災者の体験などをもとに地震や台風の災害からの復旧・復興を進めるには何が必要かを24時間半をかけて（途中一部中断時間あり）徹底検証した。また、NHKの行っている災害時の放送体系についても紹介された。
その他、随時ビデオレターやメッセージも募集し、被災地の住民から、また被災地への一般市民や著名人からのコメントを多数紹介した。

## 総合キャスター
- 三宅民夫
- 桜井洋子

## 番組休止などの変更
この関係から『日曜討論』、『NHKのど自慢』、及びニュースワイド番組（テレビの『NHKニュースおはよう日本』、正午のニュース、『NHKニュース7』、ラジオの7:00、12:00、19:00の『NHKニュース』）、BS2の『おーい、ニッポン 私の・好きな・熊本県』を除くこの時間帯に編成された番組はほぼ全て休止となり、「NHK教育フェア」関連の特番（『NHKスペシャル』「学校を変えるのは誰だ」と『ミニミニ映像大賞』）の放送も延期となった。
なお『NHKのど自慢』では当日の公開生放送の会場となった秋田市（秋田市立体育館）で歌のゲストとして出演した香西かおり、藤あや子が募金活動の呼びかけを行った。
またこの期間中に開催の「NHK杯国際フィギュアスケート競技大会」の中継も一部教育テレビに振り替えて編成された。

## その他影響
11月7日には、NHKの労働組合である日本放送労働組合が、NHKの不祥事に関するシンポジウムを開催することが事前より決定されていた。この緊急特番のため、当初見込んでいたより少ない組合員しかシンポジウムに出席できなかったという。
緊急特番の放送は放送1週間前に急遽決められたため、特番が「職員がシンポジウムに来られないようにするため」に編成されたのではないかと、当日のシンポジウムに出席した田原総一朗から指摘されることとなった。
海老沢勝二会長（当時）は、11月4日の定例会見で特番の日程がシンポジウム潰しのための故意的バッティングではないかという記者の質問に対し、シンポジウムの日程との関係を否定した。

## 第2弾
11月22日の中越地震発生1ヵ月にこの企画の第2弾が放送されている。今回は主としてワイド番組を震災関連の特集に当てて、被災地の現状はもとより今後の復旧、復興のための課題、また政府は防災上でどのような対策を講じなくてはいけないか等を特集している。
総合テレビ番組のプログラム（◇は衛星第2テレビ、◆は衛星第2、ラジオ第1の同時放送）
- 4:30 - 8:15 ◇NHKニュースおはよう日本（衛星第2は5:00 - 7:30）
- 8:35 - 11:30 特集・生活ほっとモーニング
- 14:05 - 16:00 特集・お元気ですか日本列島
- 19:00 - 19:30 ◇NHKニュース7
- 19:30 - 22:00（途中20:45 - 21:00中断） ◆（メイン番組）
- 22:00 - 23:00 NHKニュース10（有働キャスターの現地報告）
- 23:45 - 0:45 特集・あすを読む「教訓をどう生かすか」（防災関連の解説委員による討論会）

ラジオ番組のプログラム
- 5:00 - 8:30 ラジオあさいちばん
- 8:35 - 11:50 きょうも元気でわくわくラジオ
- 13:05 - 15:55 ラジオほっとタイム
- 18:00 - 18:50 NHKラジオ夕刊
- 19:30 - 22:00 ◆（メイン番組）
- 22:00 - 23:00 NHKジャーナル
- 23:20 - 5:00 ラジオ深夜便（この枠の23時台、0時台を震災関連特集に特化）

## 第3弾
また12月23日（天皇誕生日）にも第3弾「被災地は今、復興にかける」というテーマで祝日特別編成時間を中心に放送された。
総合テレビ番組のプログラム
- 7:00 - 8:15 ◇NHKニュースおはよう日本（衛星第2は7:30まで）
- 9:00 - 11:00 ◇列島・被災地は今 復興にかける人々
- 12:15 - 12:45 障害者の生活支援についての課題
- 13:55 - 14:55 ◆新潟中越地震災害救援コンサート（NHKホールで開かれたチャリティーコンサートから。衛星第2テレビは12月24日に放映）
- 19:30 - 22:00（途中20:45 - 21:00中断） ◇新潟中越地震から2ヶ月 あの人・あの家族は今

ラジオ第1放送の番組プログラム
- 5:00 - 8:30 ラジオあさいちばん
- 8:30 - 11:50 きょうも元気でわくわくラジオ
- 13:05 - 14:55 ◆新潟中越地震災害救援コンサート
- 15:05 - 16:55 復興を目指す被災地
- 18:00 - 18:50 NHKラジオ夕刊（災害と心のケアについてのインタビュー）
- 19:20 - 21:30 我が人生に乾杯・祝日スペシャル（小林幸子を招き「素晴らしき故郷・新潟」をテーマに対談）
- 22:15 - 22:55 ホリデージャーナル「シリーズ・阪神・淡路大震災10年〜新潟で活躍する災害ボランティア」
- 23:20 - 5:00 ラジオ深夜便（暮らしのたよりのコーナーで、山古志村在住のレポーター・川上孫一さんの電話レポートがある）

## その後
- 2004年12月26日に発生したインドネシア・スマトラ島でのスマトラ島沖地震発生を受けて、12月29日 21:15 - 22:15に特別番組「緊急報告 スマトラ沖地震-巨大津波はなぜ起きたのか-」を編成した。
- 2005年に阪神・淡路大震災10周年「いのちを守るためにキャンペーン」を放送した。